# Потерянная комната
«Потерянная комната» (англ. The Lost Room) — американский фантастический, мистический мини-сериал, показанный на канале Sci Fi Channel с 11 по 13 декабря 2006 года. Сериал состоит из трёх эпизодов по 90 минут (в DVD-релизе каждый эпизод был разделён на 2 части). Его сюжет строится вокруг загадочной Потерянной Комнаты и примерно сотни обиходных предметов из этой Комнаты, которые имеют необычные свойства. Это так называемые Объекты: автобусный билет, который мгновенно перемещает человека в определённое место; расчёска, которая ненадолго останавливает время вокруг пользователя; и другие. Главный герой сериала, детектив Джо Миллер, ищет эти Объекты, чтобы спасти свою дочь Анну, которая исчезла в Комнате. Бывшая в начале 1960-х годов номером обычного мотеля на шоссе 66, теперь эта Комната существует вне пространства и времени.
На русском языке сериал впервые показан под названием «Потайная комната» каналом ТВ-3 с 26 сентября 2007 года. Издан на русском языке в формате DVD компанией CP Digital.

## Сюжет
Детектив Джо Миллер и его напарник Лу Дестефано расследуют дело о жестоком убийстве в ломбарде, принадлежащем бизнесмену Карлу Кройцфельду. В руки детектива Джо попадает загадочный ключ от комнаты в мотеле. Выясняется, что схватка в ломбарде произошла как раз из-за этого Ключа. Джо узнаёт, что Ключ «открывает любую дверь». При этом дверь становится входом в таинственную, существующую вне пространства-времени, Комнату, из которой владелец Ключа может перемещаться по всей планете. По этой причине тайные общества, сектанты и даже влиятельные богачи жаждут заполучить этот Ключ. Оказывается, что и другие происходящие из Комнаты предметы, так называемые Объекты, обладают сверхъестественными свойствами. Во время стычки с охотником за Объектами по прозвищу Ласка дочь Джо, восьмилетняя Анна, оказывается в Комнате без Ключа и пропадает внутри. Герою предстоит не только найти способ вернуть её из плена Объектов, но и узнать историю их появления.

## Персонажи
- Детектив Джо Миллер (Питер Краузе) — детектив полиции Питтсбурга, который в ходе очередного расследования получает Ключ и натыкается на Комнату. Когда его дочь теряется в Комнате, Джо начинает поиски других Объектов, используя Ключ, дающий доступ к Комнате.
- Анна Миллер (Эль Фэннинг) — восьмилетняя дочь Джо. Её исчезновение выглядит для посторонних как похищение (а возможно, и убийство) Джо своей дочери на фоне тяжбы за опекунство над девочкой между Джо и его бывшей женой.
- Детектив Лу Дестефано (Крис Бауэр) — напарник Джо. Его убийство бросает на Джо ещё более страшные подозрения.
- Детектив Ли Бриджуотер (Эйприл Грейс) — коллега и товарищ Джо и Лу. Она пытается очистить имя Джо и постепенно получает информацию о Комнате и Объектах.
- Доктор Мартин Рубер (Деннис Кристофер) — коронер, работающий с Джо. Узнав об Объектах, он становится одержим ими, не останавливаясь даже перед убийством в попытке получить Ключ. Он узнаёт о сообществе собирателей Объектов под названием «Орден Воссоединения»➤ и вступает в его ряды. После видения, которое он испытал заполучив новый Объект — фотокарточку Полароид — и едва не умерев от обезвоживания, Рубер утверждает, что стал пророком Объектов.
- Дженифер Блум (Джулианна Маргулис) — член «Легиона»➤, другого общества собирателей Объектов. Убитый продавец Ключа был её напарником, предавшим их организацию, поэтому Дженифер стремится вернуть Ключ. Брат Дженифер одержим Объектами, он сошёл с ума, пытаясь спасти Арлин Конрой из комнаты № 9➤. Дженифер предупреждает Джо об опасных свойствах Комнаты и Объектов. Она помогает Джо — сначала по приказу предводителя Легиона, чтобы убедить Джо вступить в Легион (и вернуть Ключ), затем из-за возникшей привязанности.
- Карл Кройцфельд (Кевин Поллак) — состоятельный человек, бывший член Легиона, к началу действия — независимый собиратель Объектов. Ему принадлежат сеть химчисток и ломбард, через который он приобретает Объекты. Кройцфельд утверждает, что ищет Стеклянный Глаз, чтобы вылечить лейкемию своего сына Айзека. Несмотря на первоначальный конфликт и неоднократные предупреждения Дженифер, Кройцфельду удаётся установить доверительные отношения с Джо.
- Говард «Ласка» Монтегю (Роджер Барт) — бывший профессор философии, владеющий Авторучкой, которая может служить оружием. Его прозвище — в оригинале англ. «Weasel» — означает «проныра, скользкий тип»[6]. Ласка готов пойти на преступление, чтобы заполучить Ключ и другие Объекты. Он считает, что существует «Главный Объект», контролирующий все остальные, и пытается установить его, изучая связи между Объектами.
- Игнасио (Игги) Лоса (Хорхе Палло[англ.]) — знакомый Джо Миллера, подросток из «трудной семьи»: мать Игнасио убила его отца, чтобы предотвратить убийство самого Игги. Джо помог представить этот инцидент как самозащиту, заслужив таким образом признательность Игги. Будучи работником в ломбарде Кройцфельда, Игги стал свидетелем возможностей Ключа и убийства из-за него. Он сумел воспользоваться Ключом и скрыться от преследования Ласки. Игги намеревался передать Ключ Дженифер, но был выслежен и смертельно ранен подручными Кройцфельда. Истекая кровью, Игнасио успел переместиться в дом Джо Миллера и передать ему Ключ.
- Уолли Джабровски (Питер Джекобсон) — владелец Автобусного Билета, ведёт бродяжнический образ жизни. Обладает своеобразным чувством юмора. Знает довольно много об Объектах и их истории. Не стремится завладеть другими Объектами, но при этом явно не желает лишиться Билета. Познакомившись с Джо, предупреждает его об опасностях, грозящих владельцу Ключа. Затем неоднократно и почти бескорыстно помогает в поисках Анны.
- Гарольд Стритски (Юэн Бремнер) — непривлекательный молодой человек, вуайерист, получивший Расчёску в наследство от тёти, одной из последних коллекционеров➤. Стал параноиком из-за преследований Ордена, жаждущего заполучить Расчёску. Пережив очередное нападение благодаря помощи Джо и Дженифер, добровольно отказывается от обладания Расчёской.
- Сюзи Кенг (Маргарет Чо) — независимая искательница, которая собирает и продаёт информацию о местонахождении Объектов. Сами Объекты она никогда не трогает, считая, что «эти вещи убивают».
- Суд (Джейсон Антуан[англ.]) — ещё один торговец информацией об Объектах, обосновавшийся в Лас-Вегасе. Он продаёт изображения, видеозаписи и реликвии, связанные с Объектами. Суд не связывается с торговлей самими Объектами, считая это слишком опасным занятием. Окрестности книжного магазина Суда известны как место сбора «клуба неудачников» — пользователей, лишившихся своих Объектов.
- Постоялец, Эдди Макклайстер (Тим Гини) — Постоялец находился в комнате № 10 во время События➤ и, как и другие предметы внутри Комнаты, стал Объектом. История Эдди до События оказалась «стёрта» для всех, кроме него самого. Даже собственная жена не узнала его. Он проживает в психиатрической лечебнице под именем Джон Доу, пока его не находит Джо.

## Комната
Комната — в прошлом, комната № 10 заброшенного мотеля «Солнечный свет (англ. Sunshine)» неподалёку от города Гэллап, Нью-Мексико. 4 мая 1961 года приблизительно в 13:20 в Комнате случилось нечто, что «стёрло» её и всё, что в ней находилось, из истории. Это происшествие герои сериала называют «Событием» и считают его причиной странных свойств Комнаты и Объектов.
В Комнату можно попасть только с помощью Ключа. Ключ открывает любую «подходящую» дверь: она должна поворачиваться на петлях и иметь штифтовый «английский» замок. Обратно из Комнаты можно выйти в любое место, где есть поворачивающаяся на петлях дверь. Наличие в двери замка для выхода не обязательно. Владелец Ключа должен отчётливо представить место, в которое он хочет попасть, в противном случае выход из Комнаты откроется через случайную дверь. Таким образом, носитель Ключа может относительно свободно перемещаться по всему миру, но пустые дверные проёмы и сдвигающиеся в сторону двери (например, японские «фусума») не годятся ни для входа в Комнату, ни для выхода из неё.
Комната «перезагружается» каждый раз, когда открывается Ключом снаружи — при этом исчезают попавшие внутрь комнаты обычные предметы и люди, а находящиеся в комнате Объекты возвращаются в то положение и состояние, в котором Объект находился в момент События (Авторучка возвращается на комод, Расчёска — в шкафчик ванной комнаты, постель принимает первоначальный вид и т. д.) Это свойство Комнаты можно использовать для того, чтобы обнаружить Объект среди обычных предметов или освободить его от какого-либо контейнера (например, сейфа).
Когда дверь Комнаты открыта, любой человек может попасть в Комнату или выйти из неё, добровольно или насильственным путём. Однако, пока Ключ не находится внутри Комнаты, пребывание в ней отнюдь не безопасно: если дверь будет закрыта (в нескольких эпизодах она закрывается без посторонней помощи), оказавшийся внутри человек потеряется при «перезагрузке» Комнаты. Именно так пропала Анна Миллер.
Постоялец утверждает, что существует множество Комнат; таким образом, любой не-Объект, пропавший в Комнате, на самом деле не исчезает — он остаётся в другом экземпляре Комнаты. Благодаря этому, во время «перезагрузки» живой и обладающий сознанием Объект может найти пропавший в Комнате обычный предмет или человека. По словам Постояльца, сам он не может вернуть Анну Миллер, но Джо сумеет это сделать, если займёт его место.

## Событие
«Событие» — название момента, когда комната № 10 стала Потерянной Комнатой. Событие произошло днём 4 мая 1961 года. Возможно, наиболее точно время События указывают Наручные Часы, стрелки которых стоят на 1:21:27. Причина События и предназначение Объектов остаются неизвестными даже для Постояльца, занимавшего Комнату в момент События. Часть персонажей излагает псевдонаучные или теологические теории в попытках истолковать их:
Члены Ордена Воссоединения верят, что Объекты являются фрагментами Бога. Тот, кто соберёт их все, сможет восстановить сознание Бога и говорить с Богом. Более радикальный вариант этой теории состоит в том, что Бог умер в момент События, а владелец всех Объектов получит силу Бога (станет Богом). Мартин Рубер утверждает, что в его видении Постоялец подтвердил именно эту теорию и сделал Мартина пророком.
Другое толкование феномена гласит, что реальность была каким-то образом разорвана на месте Комнаты. Событие выделило Комнату и её содержимое из «законов природы» и сделало Объекты инструментами для изменения реальности. Если кто-то соберёт и использует нужные Объекты (одним из важнейших эта теория считает Ключ), он сможет управлять реальностью по собственной воле, например, вернуть к жизни умершего человека. Эта теория не требует собрать все Объекты, но предполагает, что пользователь знает их «правильное сочетание» для решения стоящей перед ним задачи. Многие люди погибли или сошли с ума в результате экспериментов по подбору и использованию таких сочетаний.

## Объекты
Объекты — могущественные артефакты, мотивирующие персонажей. Набор включает не менее 100 обиходных предметов, которые можно было найти в снятой комнате мотеля начала 1960-х годов. Снаружи Комнаты Объекты невозможно повредить, и они имеют различные сверхъестественные свойства, но теряют эти свойства внутри Комнаты. Объекты обладают свойством «притягиваться» друг к другу, провоцируя встречи их владельцев. При комбинировании Объектов у них могут появляться новые свойства, не присущие им по отдельности. Например, Наручные Часы способны варить яйца внутри ремешка, а при комбинировании с Ножом их владелец получает способность к телепатии.
Некоторые персонажи утверждают, что Объекты приносят владельцам неудачу, сводят с ума, «убивают». Уолли Джабровски говорит об этом, как о «цене пользования Объектом». События сериала показывают, что такое мнение отнюдь не безосновательно. Многие искатели и пользователи Объектов проявляют признаки психической нестабильности: обычно это «идея-фикс» обладать Объектом и параноидальный страх его потерять. Характерная фраза владельца Объекта: «Это всё, что у меня есть».
Существует теория «Главного Объекта», который, якобы, связан со всеми остальными Объектами и управляет ими. Некоторые персонажи не верят в его существование, другие «сходят с ума в поисках его». По ходу сюжета выдвигаются различные версии о природе и местонахождении Главного Объекта. Джо Миллер отчаянно ищет любую информацию о нём, считая, что сочетание Главного Объекта с Ключом позволит ему вернуть пропавшую в Комнате дочь.

## Общества
Многие искатели Объектов объединялись в общества. Войны между такими обществами упоминаются в сериале. Три общества известны по названиям:

### Коллекционеры
Первое общество собирателей Объектов, возникшее вскоре после События. Их лидером была Арлин Конрой — управляющая мотеля «Солнечный свет». Большинство членов общества погибло или сошло с ума из-за катастрофы в комнате № 9 мотеля, произошедшей в 1966 году в результате «эксперимента Конрой» по управлению реальностью с помощью Объектов. Сама Конрой осталась пленницей искажённого времени в комнате № 9. Немногие уцелевшие коллекционеры спрятали самые ценные Объекты в «убежище», в некоторых источниках называемое «захоронением».

### Легион
Общество, провозгласившее своей целью собирать и скрывать Объекты, дабы предотвратить опасность, которую те несут людям. Члены Легиона придерживаются определённых правил: в частности — не убивают ради того, чтобы заполучить Объект. Впрочем, «правила существуют, чтобы их нарушать».

### Орден Воссоединения
Также называется просто «Орденом», иногда «Новой Религией». Члены Ордена верят, что Объекты — фрагменты Бога, которые должны быть воссоединены. Предполагается, что сделав это они смогут общаться с Богом. Более радикальные приверженцы Новой Религии утверждают, что воссоединение Объектов позволит тому, кто это сделает, стать Богом или получить силу Бога. В отличие от Легиона, Орден не избегает насилия и убийств, чтобы заполучить Объекты и устранить неугодных лиц.

## Серии
| № | Название                                                | Режиссёр           | Сценаристы                                                                            | Премьера        |
| --- | ------------------------------------------------------- | ------------------ | ------------------------------------------------------------------------------------- | --------------- |
| 1 | «Ключ и часы» «The Key and the Clock»                   | Craig R. Baxley    | История: Christopher Leone & Paul Workman Сценарий: Christopher Leone & Laura Harkcom | 11 декабря 2006 |
| Детектив Джо Миллер сталкивается с Ключом и другими Объектами из Потерянной комнаты. Его дочь, Анна, исчезает в Комнате. |                                                         |                    |                                                                                       |                 |
| 2 | «Расчёска и шкатулка» «The Comb and the Box»            | Michael W. Watkins | Christopher Leone & Laura Harkcom                                                     | 12 декабря 2006 |
| Джо продолжает поиски Главного Объекта, рассчитывая с его помощью вернуть пропавшую в Комнате дочь.                      |                                                         |                    |                                                                                       |                 |
| 3 | «Глаз и главный предмет» «The Eye and the Prime Object» | Craig R. Baxley    | Christopher Leone & Laura Harkcom                                                     | 13 декабря 2006 |
| Узнав о Постояльце Комнаты, Джо разыскивает его в надежде, что это и есть необходимый ему Главный Объект.                |                                                         |                    |                                                                                       |                 |

## Международные показы
По данным IMDB, сериал был показан телевидением 25 стран в период с декабря 2006 по декабрь 2008 года.

## Оценки и критика
По данным агрегатора критических отзывов Metacritic, сериал получил смешанные отзывы (оценка 58 % на основе 17 отзывов). Агрегатор Rotten Tomatoes даёт оценку 77 % на основе 13 отзывов. Сценарий первого эпизода был номинирован в категории «Long form — Original» Премии Гильдии сценаристов США 2008 года. Несколькими номинациями было отмечено аудиовизуальное оформление сериала и подбор актёров. Сериал был положительно оценён некоторыми интернет-изданиями спустя значительное время после премьеры.